# とんのすけ
とんのすけは、日本の漫画家。Comic真激、ComiE×Eに連載作品が多い。男性。

## 人物
ゲームにもそれなりに興味があるが基本的にハードをそのままにして放置してしまうことがある。

## 作品リスト
- おねパイ
- 愛便器 隣の絶倫お姉さん[4]
- ぼくらの（恥）調教台本
- 仕事帰り、独身の美人上司に頼まれて（原作：望公太）